# Список фондових бірж
Основні фондові біржі станом на кінець 2021 року.
| Рейтинг | Економіка         | Фондова біржа                   | Ринкова площа                                      | Ринкова капіталізація (Млрд дол США) | Сума угод (Млрд дол США) |
| ------- | ----------------- | ------------------------------- | -------------------------------------------------- | ------------------------------------ | ------------------------ |
| 1       | США               | Нью-Йоркська фондова біржа      | Нью-Йорк                                           | 26,64                                | 1,452                    |
| 2       | США               | NASDAQ                          | Нью-Йорк                                           | 23,46                                | 1,262                    |
| 3       | КНР               | Шанхайська фондова біржа        | Шанхай                                             | 7,63                                 | 536                      |
| 4       | Європейський Союз | Euronext                        | Амстердам Брюссель Дублін Лісабон Мілан Осло Париж | 7,33                                 | 174                      |
| 5       | Японія            | Japan Exchange Group            | Токіо Осака                                        | 6,79                                 | 481                      |
| 6       | Гонконг           | Гонконзька фондова біржа        | Гонконг                                            | 6,13                                 | 182                      |
| 7       | КНР               | Шеньчженьська фондова біржа     | Шеньчжень                                          | 5,74                                 | 763                      |
| 8       | Велика Британія   | Лондонська фондова біржа        | Лондон                                             | 4,05                                 | 218                      |
| 9       | Індія             | Бомбейська фондова біржа        | Мумбаї                                             | 3,96                                 |                          |
| 10      | Індія             | Національна фондова біржа Індії | Мумбаї                                             | 3,77                                 |                          |
| 11      | Франція           | Euronext Paris                  | Париж                                              | 3,48                                 | 229                      |
| 12      | Канада            | Фондова біржа Торонто           | Торонто                                            | 3,32                                 | 97                       |
| 13      | Ізраїль           | Тель-Авівська фондова біржа     | Тель-Авів                                          | 2,69                                 |                          |
| 14      | Німеччина         | Франкфуртська фондова біржа     | Франкфурт-на-Майні                                 | 2,63                                 | 140                      |
| 15      | Південна Корея    | Корейська біржа                 | Сеул Пусан                                         | 2,37                                 | 277                      |
| 16      | Швейцарія         | Швейцарська фондова біржа SIX   | Цюрих                                              | 2,18                                 | 77                       |
| 17      | Тайвань           | Тайванська фондова біржа        | Тайбей                                             | 1,94                                 | 75                       |
| 18      | Австралія         | Австралійська фондова біржа     | Сідней                                             | 1,88                                 |                          |